# Alois Vazovič
Alois Vazovič (16. července 1911 – 8. ledna 1971) byl český fotbalový útočník. Je pohřben v Karviné.

## Hráčská kariéra
V českomoravské (protektorární) lize hrál za Slezskou Ostravu (dobový název Baníku), aniž by skóroval (12.11.1939).

### Prvoligová bilance
| Ročník          | Zápasy | Góly | Minuty | Klub               |
| --------------- | ------ | ---- | ------ | ------------------ |
| I. liga 1939/40 | 1      | 0    | 90     | SK Slezská Ostrava |
| CELKEM I. LIGA  | 1      | 0    | 90     |                    |